# Chilei szardínia
A chilei szardínia (Sardinops sagax) a sugarasúszójú halak (Actinopterygii) osztályának heringalakúak (Clupeiformes) rendjébe, ezen belül a heringfélék (Clupeidae) családjába tartozó faj.
Nemének egyetlen faja.

## Előfordulása
A chilei szardínia előfordulási területe az Indiai- és a Csendes-óceánokban van. Dél-Afrikától kezdve egészen a Csendes-óceán keleti partjáig sokfelé megtalálható. A genetikai vizsgálatok szerint ez a halfaj öt vonalra oszlik fel: ocellatus (Afrika déli részén), neopilchardus (Ausztrália), sagax (Chile), caeruleus (Kalifornia) és melanostictus (Japán).

## Megjelenése
Ez a hal általában 20 centiméter hosszú, de akár 39,5 centiméteresre is megnőhet. 9 centiméteresen már felnőttnek számít. A legnehezebb kifogott példány 486 grammot nyomott. A hátúszóján 13-21 sugár, míg a farok alatti úszóján 12-23 sugár ül. 48-54 csigolyája van. Teste hosszúkás és hengerszerű. Háti része kékeszöld, az oldalai fehérek. Az oldalvonalak mentén apró, sötét pontokból 1-3 sáv húzódik.

## Életmódja
Szubtrópusi, nyílt tengeri halfaj, amely azonban a partok közelségét sem veti meg, továbbá akár 200 méter mélyre is leúszik. Évszakonkénti vándorlásokat tesz meg; nyáron a 16-23 °C-fokos hőmérsékletet vizeket keresi fel, míg télen a 10-18 °C-fokos vizekben tartózkodik. Ez a vándorlás főleg Kalifornia vizeiben figyelhető meg. Minél idősebb a hal, annál messzebbre vándorol. Tápláléka főleg planktoni rákokból áll. Az ivadék evezőlábú rákokkal (Copepoda) táplálkozik, míg a felnőtt példány áttér a fitoplankton fogyasztására. A sötétcápa (Carcharhinus obscurus) az egyik legfőbb természetes ellensége.
Legfeljebb 25 évig él.

## Szaporodása
A Kaliforniai-öbölben egyévesen is ívik; máshol csak a második életévétől teszi ezt. Ausztrália déli vizeiben tavasszal és nyáron, míg ugyanez kontinens északi részé nyáron és ősszel ívik ez a heringféle. A korábbi feltételezések szerint az ivarérett chilei szardínia évente egyszer-kétszer ívik, de a rokonait tanulmányozva, a halbiológusok úgy gondolják, hogy évente többször is ívhat. Az ikrák számát a nőstény mérete határozza meg; míg egy 13 centiméteres példány 10 ezer ikrát rak le, addig egy 18 centiméteres nőstény akár 45 ikrát is rakhat.

## Felhasználása
A chilei szardínia nevű halat ipari mértékben halásszák, de kis mérete miatt főleg csaliként hasznosítják. Frissen, fagyasztva vagy halkonzervként árulják. Sütve, főzve ehető.

## Képek

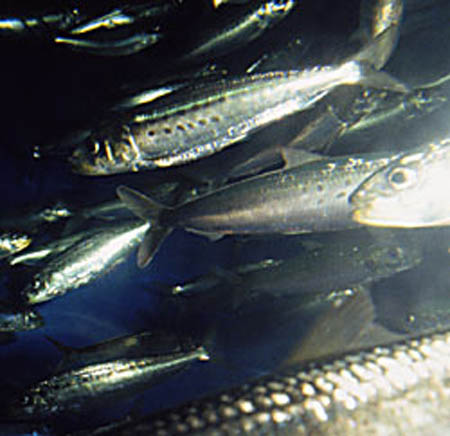
Rajokban
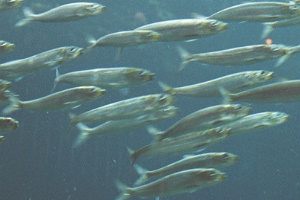
és
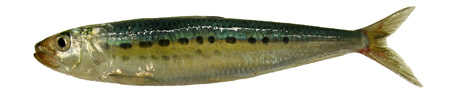
egyedül
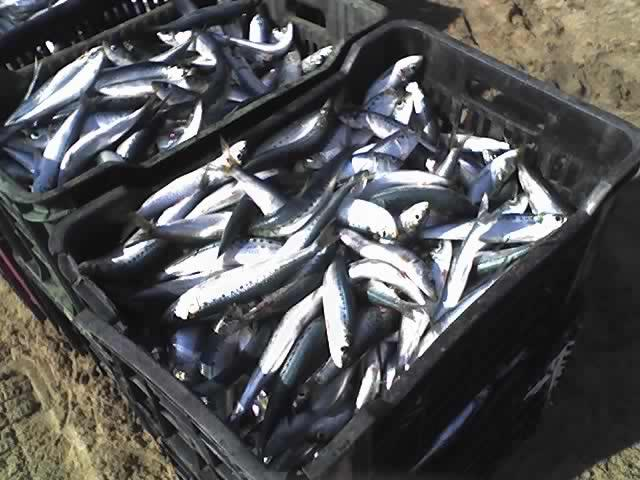
A mai zsákmány
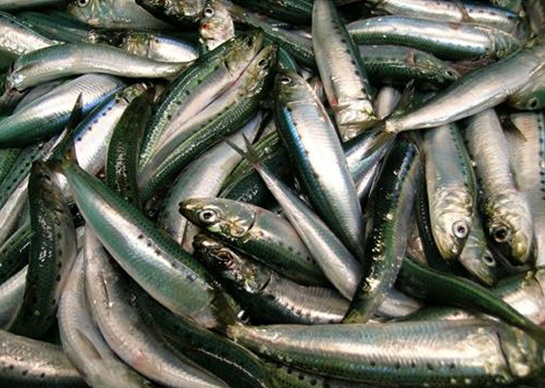
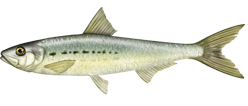
Rajz a halról